# چرشووو (استان روسه)
چرشووو (به بلغاری: Chereshovo) یک منطقهٔ مسکونی در بلغارستان است که در استان روسه واقع شده‌است.
 چرشووو  ۱۵۳ نفر جمعیت دارد و ۱۲۵ متر بالاتر از سطح دریا واقع شده‌است.